# Big Stone City
Big Stone City ist eine Kleinstadt (mit dem Status „City“) im Grant County im US-amerikanischen Bundesstaat South Dakota. Das U.S. Census Bureau hat bei der Volkszählung 2020 eine Einwohnerzahl von 412 ermittelt.

## Geografie
Big Stone City liegt im Nordosten South Dakotas zwischen dem Big Stone Lake im Norden und dem Whetstone River, unmittelbar an der Grenze zu Minnesota. Die geografischen Koordinaten von Big Stone City sind 45°17′30″ nördlicher Breite und 96°27′46″ westlicher Länge. Das Stadtgebiet erstreckt sich über eine Fläche von 3,11 km².
Benachbarte Orte von Big Stone City sind Ortonville in Minnesota (an der östlichen Stadtgrenze),  Milbank (15,8 km südwestlich), Corona (28 km westnordwestlich) und Shady Beach (20,3 km nordwestlich).
Die nächstgelegenen größeren Städte sind Sioux Falls (219 km südlich), Fargo in North Dakota (189 km nördlich) und Minnesotas größte Stadt Minneapolis (269 km östlich).

## Verkehr
Der U.S. Highway 12 verläuft in West-Ost-Richtung als Hauptstraße durch das Stadtgebiet von Big Stone City. In der Stadtmitte zweigt an dessen südlichem Endpunkt der South Dakota Highway 109 in nordnordöstlicher Richtung ab und verläuft entlang des Seeufers. Alle weiteren Straßen sind untergeordnete Landstraßen, teils unbefestigte Fahrwege sowie innerstädtische Verbindungsstraßen.
Durch das Stadtgebiet von Big Stone City verläuft eine Eisenbahnstrecke der BNSF Railway.
Mit dem Ortonville Municipal Airport befindet sich 3,8 km nordöstlich von Big Stone City ein kleiner Flugplatz. Die nächsten größeren Flughäfen sind der Sioux Falls Regional Airport (215 km südlich), der Hector International Airport in Fargo (200 km nördlich) und der Minneapolis-Saint Paul International Airport (287 km östlich).

## Demografische Daten
Nach der Volkszählung im Jahr 2010 lebten in Big Stone City 467 Menschen in 236 Haushalten. Die Bevölkerungsdichte betrug 150,2 Einwohner pro Quadratkilometer. In den 236 Haushalten lebten statistisch je 1,98 Personen.
Ethnisch betrachtet setzte sich die Bevölkerung zusammen aus 97,9 Prozent Weißen, 0,2 Prozent (eine Person) amerikanischen Ureinwohnern, 0,4 Prozent (zwei Personen) Asiaten sowie 1,1 Prozent aus anderen ethnischen Gruppen; 0,4 Prozent (zwei Personen) stammten von zwei oder mehr Ethnien ab. Unabhängig von der ethnischen Zugehörigkeit waren 1,3 Prozent der Bevölkerung spanischer oder lateinamerikanischer Abstammung.
16,9 Prozent der Bevölkerung waren unter 18 Jahre alt, 61,5 Prozent waren zwischen 18 und 64 und 21,6 Prozent waren 65 Jahre oder älter. 49,5 Prozent der Bevölkerung war weiblich.

Das mittlere jährliche Einkommen eines Haushalts lag bei 35.962 USD. Das Pro-Kopf-Einkommen betrug 22.642 USD. 10,1 Prozent der Einwohner lebten unterhalb der Armutsgrenze.